# Ecnomus deani
Ecnomus deani là một loài Trichoptera trong họ Ecnomidae. Chúng phân bố ở miền Australasia.